# Ковровец (мотоцикл)
«Ковровец» — марка советских дорожных мотоциклов, производства Завода имени В. А. Дегтярёва (ЗиД), город Ковров, РСФСР; аналогичные мотоциклы выпускались на Минском мотоциклетно-велосипедном заводе в Белоруссии.

## Выпущенные модели

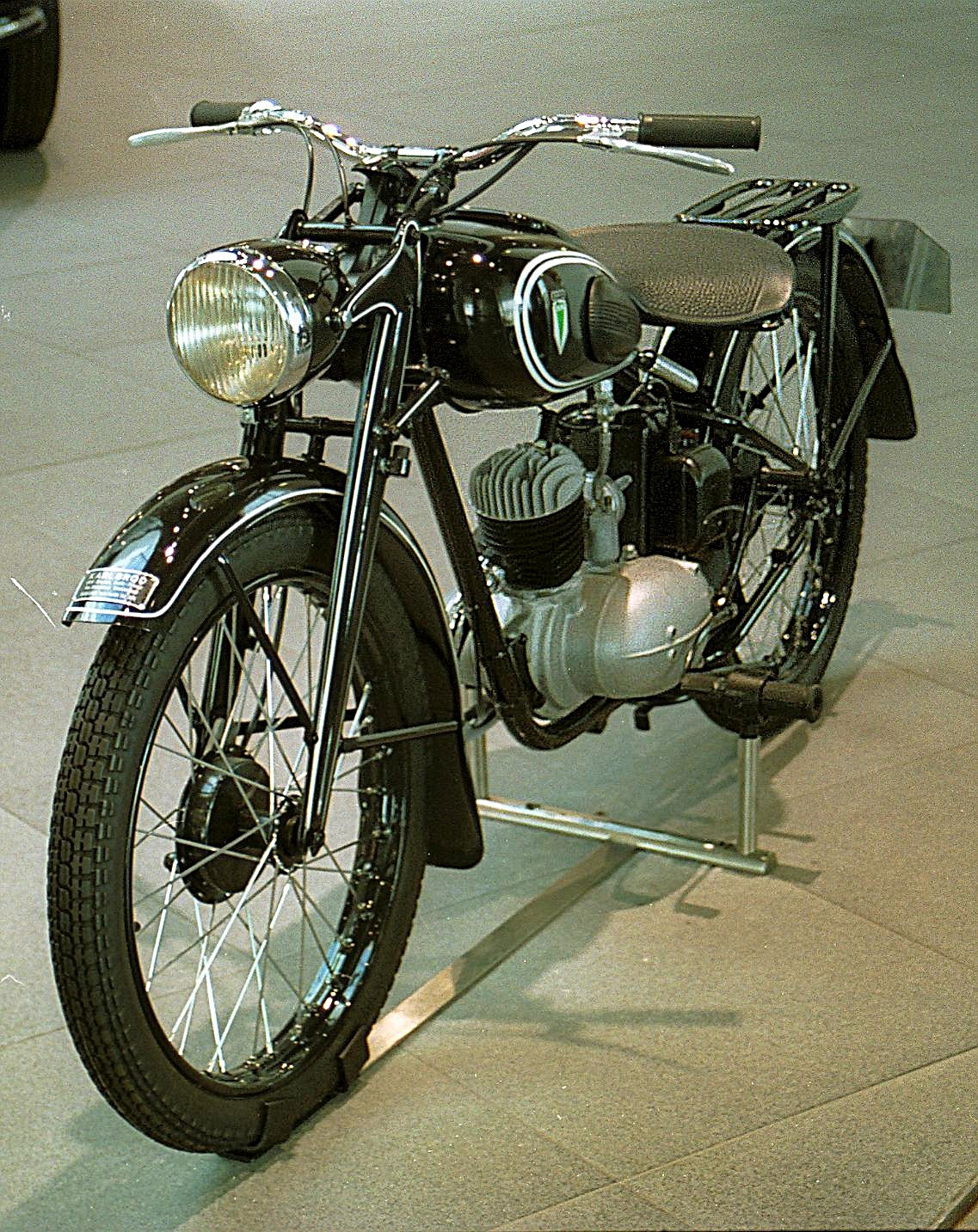
DKW RT 125 — прототип мотоцикла К-125

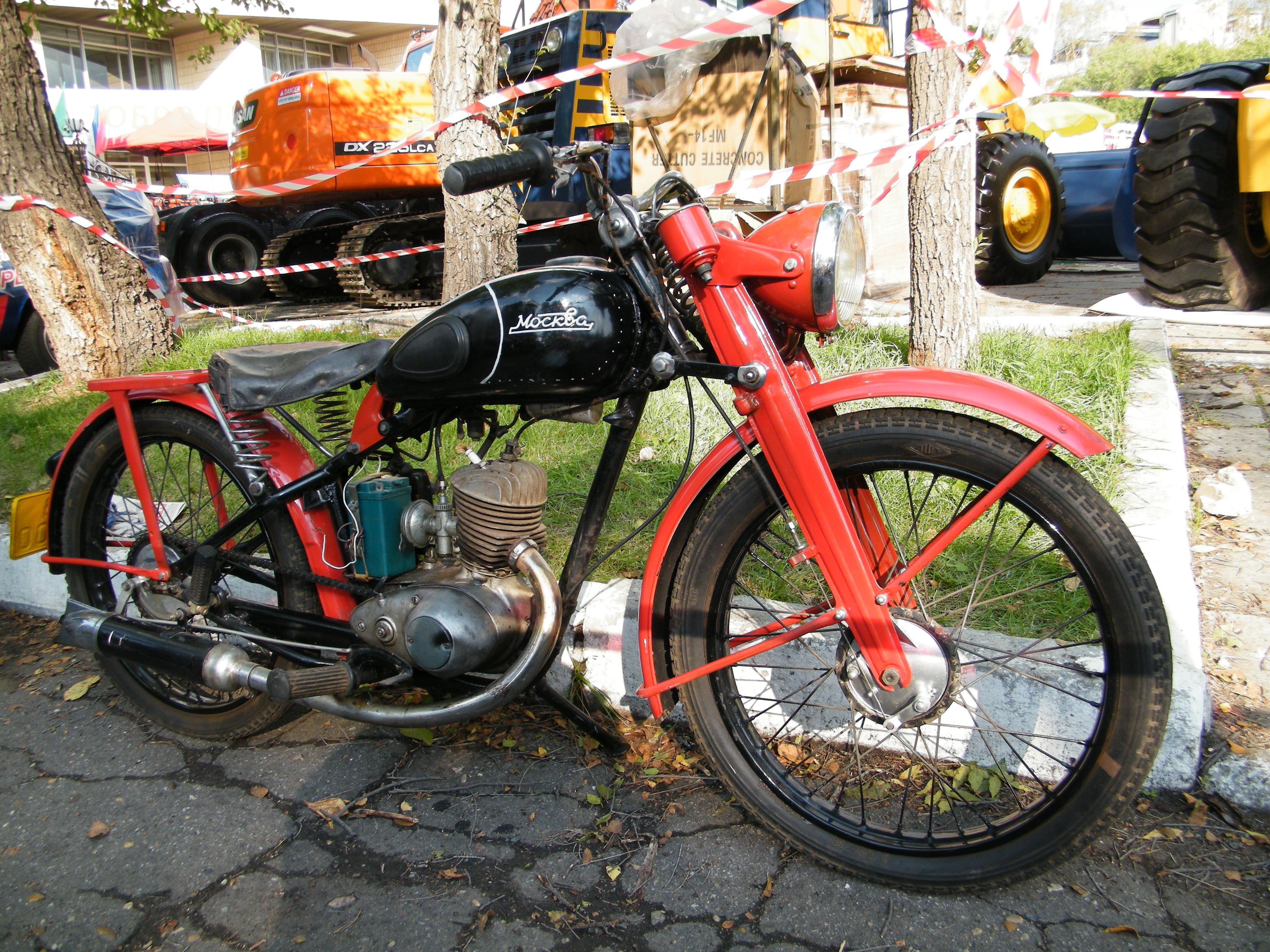
Мотоцикл «Москва» М1А, аналогичен мотоциклу К-125

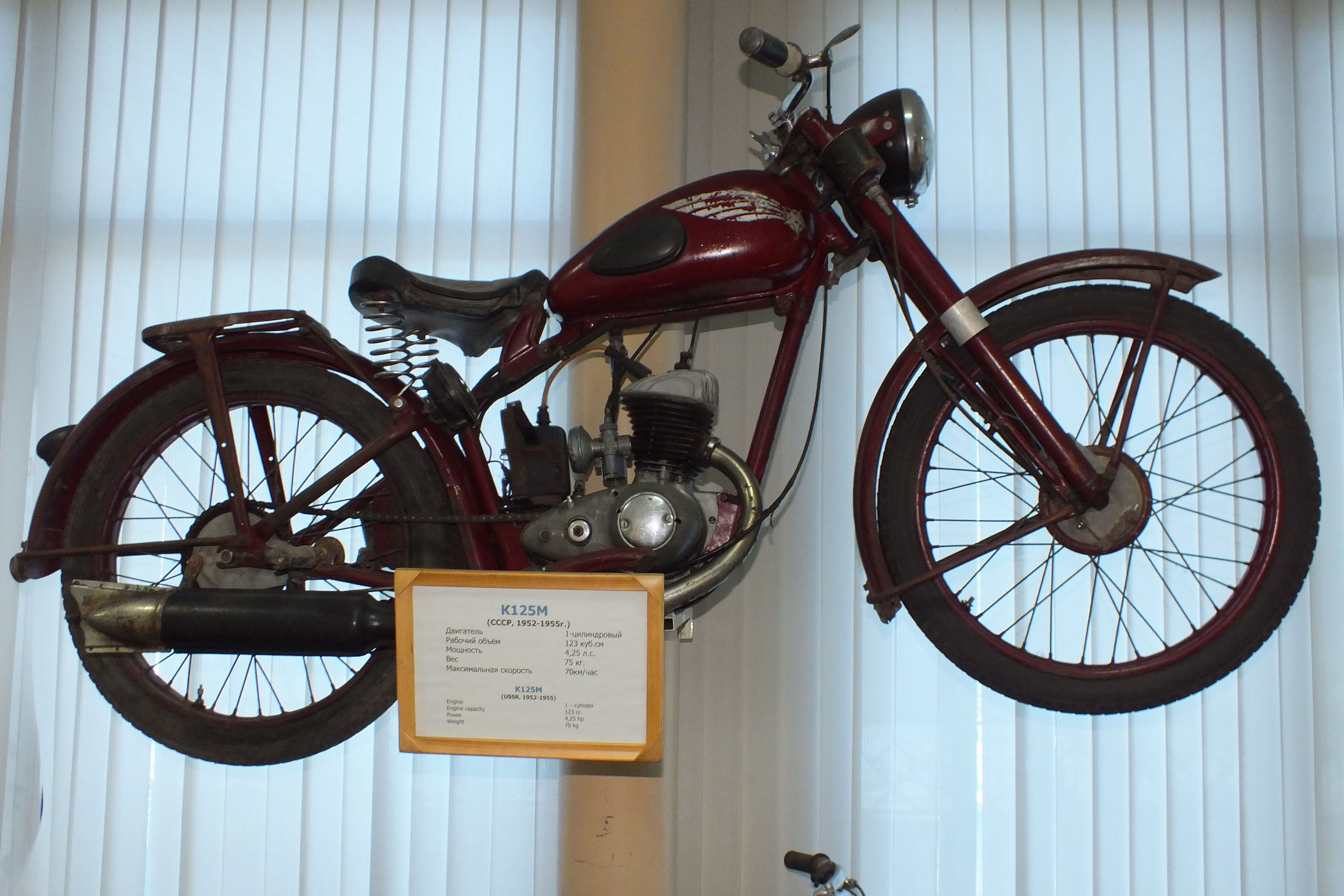
Мотоцикл К-125М

- К-125 (1946—1951 гг.) — одноместный мотоцикл имел одноцилиндровый двухтактный двигатель с двухканальной петлевой продувкой. Чугунный цилиндр и головка из лёгкого сплава крепились к отлитому из алюминия картеру длинными шпильками. Рабочий объём 123,7 см³ (диаметр цилиндра 52 мм, ход поршня — 58 мм). Максимальная мощность двигателя 4,25 л. с. при 4 800 об/мин., максимальный крутящий момент 0,7 кгс·м. Трёхступенчатая коробка передач находилась в одном блоке с двигателем. Заднее колесо было жёстко установлено в сварной трубчатой раме, а переднее подвешено в параллелограмной вилке. Максимальная скорость: 70 км/ч. Вес: 75 кг. Прототипом, выбранным для воспроизводства, стал DKW RT 125.
- К-125М (1951—1955 гг.) — модернизация мотоцикла К-125. Вместо параллелограмной вилки на нём установлена вилка телескопического типа с гидроамортизаторами. Сухая масса — 84 кг, максимальная скорость — 70 км/ч.
- К-55 (1955—1957 гг.) — за счёт применения другого типа карбюратора и усовершенствования глушителя максимальную мощность удалось поднять до 4,75 л. с. при 4 800 об/мин. максимальный крутящий момент 0,75 кгс·м. Максимальная скорость: 75 км/ч. Вес: 96 кг.
- К-58 (1957—1960 гг.) — последний 125-кубовый ковровский мотоцикл. Отличается от К-55 форсированным до 5 л. с. двигателем (за счёт изменённой конфигурации продувочных каналов и выпускного окна) и системой электрооборудования переменного тока без аккумулятора. Применена фара с вмонтированным спидометром, установлен топливный бак большей ёмкости. Существенно изменена рама: её задняя часть выполнена в виде дуги, приваренной к верхней балке и подседельной стойке, также намного жёстче стал узел крепления маятника задней подвески. Поначалу устанавливался бензобак от К-55, но вскоре  конструкцию бака изменили. Новый бензобак (получивший прозвище «немецкая каска») обладал повышенной с 9 до 13 л ёмкостью. По бокам нового бензобака на винтах крепились алюминиевые эмблемы: два сидящих друг напротив друга зайца, перешедшие с герба города Коврова и надписью «Ковровец». Сухая масса — 92 кг, максимальная скорость — 75 км/ч.

Всего же за 15 лет выпущено около 750 000 125-кубовых машин.
Серия К-175 («Ковровец») выпускалась с 1956 по 1965 год. Мотоциклы серии «К-175» имели короткоходный одноцилиндровый двухтактный двигатель рабочим объёмом 173,7 см³. Мотоциклы имели капотированную заднюю часть и закрытый кожухом карбюратор, 16-дюймовые колёса (шины 3,25—16), полностью закрытую цепь и двухместное седло подушечного типа. На часть мотоциклов серии «К-175» устанавливался полуавтомат выжима сцепления. С 1956 по 1961 год на конвейре 125- и 175-кубовые машины выпускались параллельно.
- К-175 (1956—1959 гг.) — От модели «К-55» мотоцикл позаимствовал трёхступенчатую коробку передач, подвеску и систему электрооборудования постоянного тока с аккумулятором. Цилиндр двигателя чугунный, два глушителя. Мощность двигателя — 8 л. с. при 5 200 об/мин. Максимальная скорость: 80 км/ч. Вес: 105 кг.
- К-175А (1959—1962 гг.) — Отличается четырёхступенчатой коробкой передач, безбатарейной системой зажигания от генератора переменного тока. На бензобаке эмблема с изображением бегущих зайцев, взятая с герба города Коврова. Сухая масса — 110 кг, максимальная скорость — 80 км/ч.
- К-175Б (1962—1964 гг.) — На мотоцикл устанавливался другой карбюратор (К-36). Сухая масса — 115 кг, максимальная скорость — 85 км/ч.
- К-175В (1964—1965 гг.) — Выпускался в двух вариантах: с чугунным цилиндром (с одним глушителем) и с цилиндром из алюминиевого сплава (с чугунной гильзой и двумя глушителями). Мощность двигателя повышена до 9,5 л.с. при 5 200—5 400 об/мин. Максимальная скорость: 85 км/ч. Вес: 110 кг.

Последующие модернизации серии «Ковровец» получили новое название «Восход».

## Спортивные модели

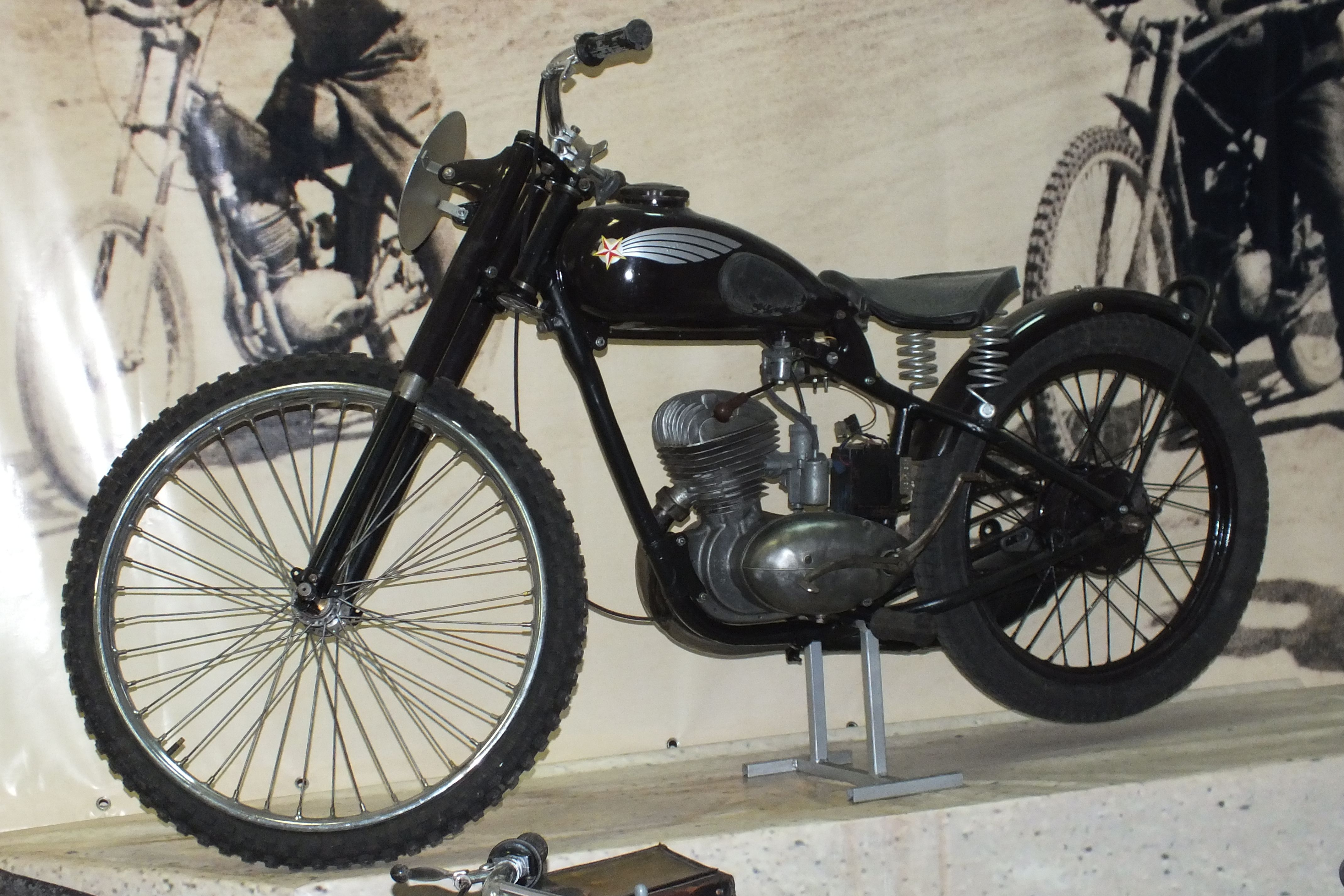
Кроссовый «Ковровец»

- К-175СМ — предназначен для многодневных спортивных соревнований мотоциклов с рабочим объёмом двигателя до 175 см³. В отличие от дорожного мотоцикла «К-175А» имеет форсированный двигатель с цилиндром, отлитым из легированного чугуна повышенной износостойкости. Передняя цепь усиленная, механизм выключения сцепления новый, более надёжный в работе. Рама изготовлена из легированной стали, имеет усиливающие косынки. Руль более широкий, усилен дополнительной трубкой. У передней вилки увеличен до 150 мм ход и улучшены гидроамортизаторы. Задняя подвеска имеют увеличенный до 85 мм ход. Шины повышенной проходимости: задняя размером 3,25—19", передняя размером 2,5—19". Колёса имеют усиленные спицы и увеличенные по диаметру и ширине тормозные барабаны с лабиринтным уплотнением для защиты от попадания грязи и влаги. Задняя цепь открыта и для предотвращения её соскакивания со звёздочки заднего колеса снабжена направляющей. Мощность двигателя — 11 л. с. при 5 200 об/мин. Вес: 105 кг[1].
- К-175СМУ (1964 г.) — предназначен для многодневных спортивных соревнований мотоциклов с рабочим объёмом двигателя до 175 см³. Рама изготовлена из легированной стали 30ХГСА, Ход передней вилки 150 мм, сальники двойные. Задняя подвеска с регулируемой гидравликой. Шины повышенной проходимости: задняя размером 3.50—19", передняя размером 3.00—21". Мощность двигателя — 14 л. с. Вес: 108 кг[2]).
- К-55С1 — предназначен для спортивных соревнований по кроссу мотоциклов с рабочим объёмом двигателя до 125 см³. В отличие от дорожного мотоцикла К-55 он на 12 кг легче. Одноцилиндровый двухтактный двигатель с рабочим объёмом 123 см³ развивает мощность до 7 л. с. за счёт повышения степени сжатия до 9 и за счёт изменения системы продувки. Зажигание в отличие от К-55 осуществляется от магнето. Рама мотоцикла усилена. Пружинная подвеска заднего колеса — рычажного типа, имеет качающуюся вилку и легкосъёмные гидравлические амортизаторы с резиновыми чехлами. Особое внимание уделено защите двигателя от пыли и грязи и воды. Колёса снабжены покрышками со специальным «кроссовым» рисунком протектора, улучшающим проходимость по песку и грязи. Неподвижный, высоко поставленный передний щиток не позволяет скапливаться грязи, что обеспечивает свободное вращение переднего колеса на сильно загрязнённой дороге. На заднем щитке имеется дополнительная подушка, позволяющая водителю менять посадку. Ёмкость топливного бака увеличена на 2 л.
- К-58СМ — предназначен для многодневных спортивных соревнований мотоциклов с рабочим объёмом двигателя до 125 см³. В отличие от дорожных мотоциклов этого класса он имеет форсированный двигатель с четырёхступенчатой коробкой передач и все изменения, введённые в двигатель мотоцикла К-175СМ. Ходовая часть мотоцикла К-58СМ такая же, как и у мотоцикла К-175СМ. Мощность двигателя — 7 л. с. при 5 200 об/мин. Вес — 94 кг.
- К-175СК и К-58СК — мотоциклы предназначены для спортивных соревнований по кроссу с рабочим объёмом двигателя до 175 см³ и до 125 см³. Двигатель и ходовая часть такие же, как и у мотоциклов К-175СМ и К-58СМ. В отличие от мотоциклов, предназначенных для многодневных соревнований, они не имеют приборов освещения и сигнала.
- К-250СКС (1963) и К-250СК (1970) — мотоциклы предназначены для спортивных соревнований по кроссу с рабочим объёмом двигателя до 250 см³[3].
- 250 СКУ-5 (1980) — мотоцикл серии «Восход» спортивный уникальный для соревнований по кроссу